# Empor zu Gott

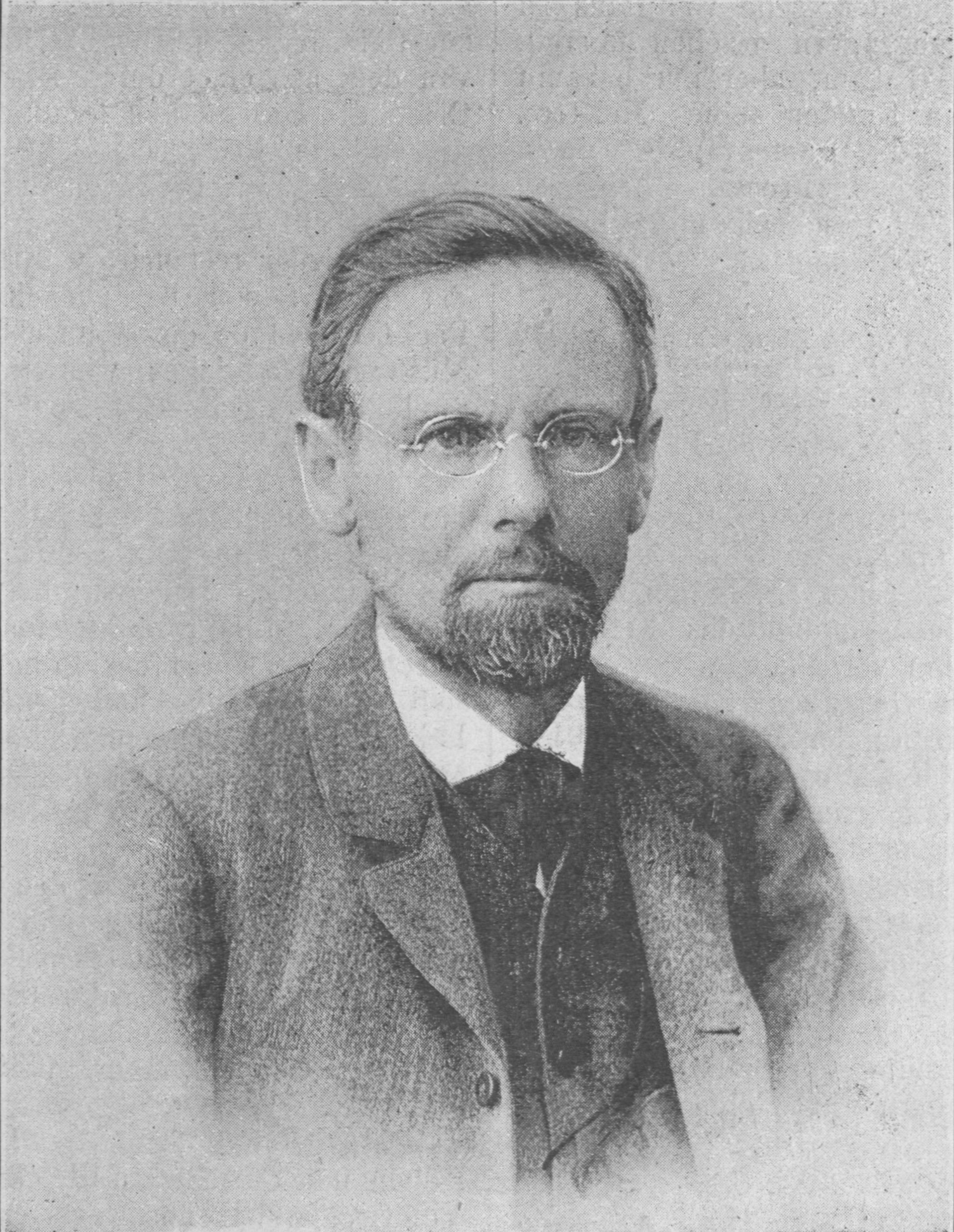
Peter Rosegger im Jahr 1893

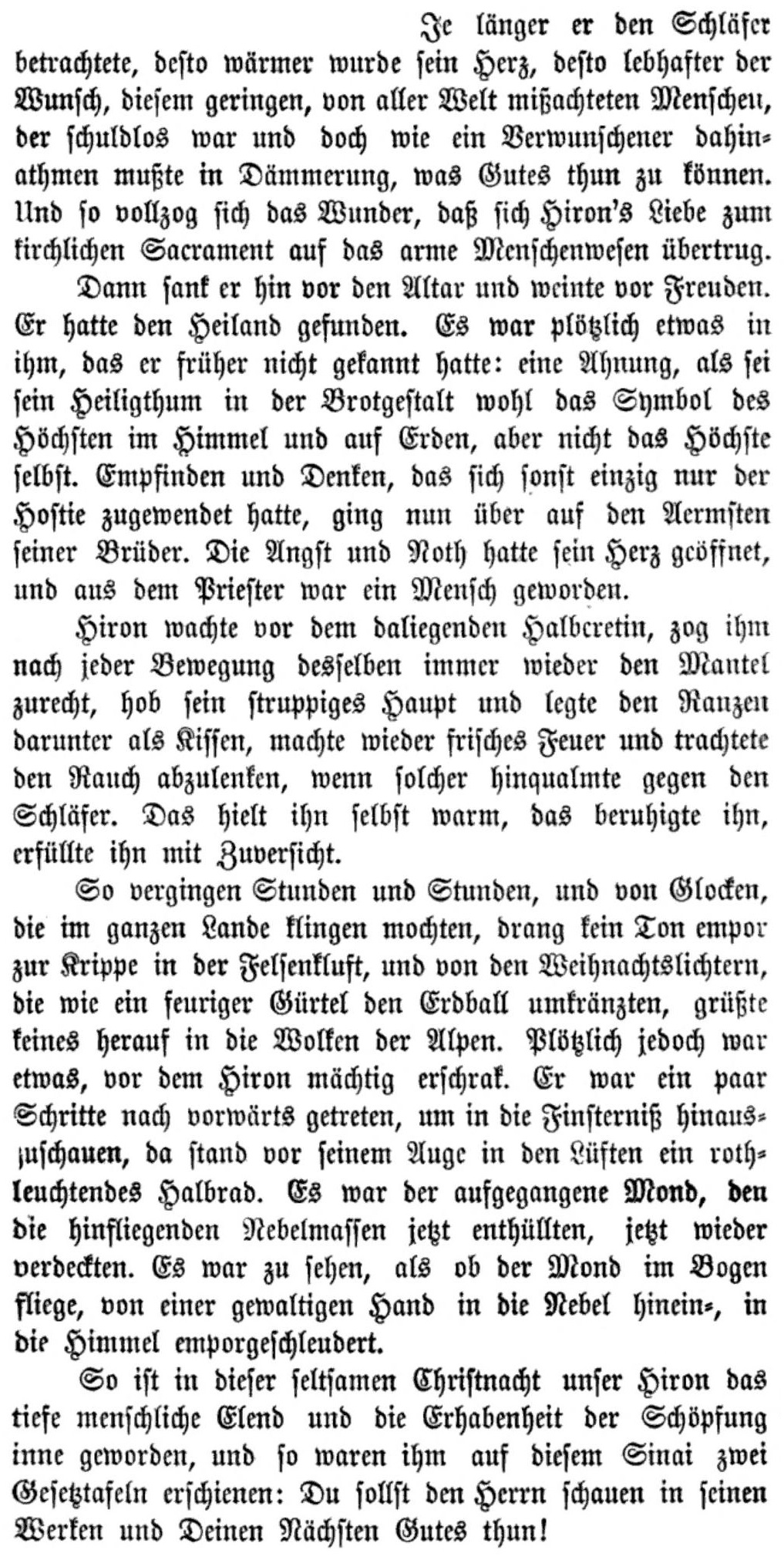
Hirons Verwandlung in der Lebensgefahr: Schlüsselpassage aus Empor zu Gott

Empor zu Gott ist eine Erzählung des österreichischen Schriftstellers Peter Rosegger, die 1885 bei Hartleben in Wien erschien.

## Inhalt
Aus einer tief im katholischen Glauben verwurzelten und vermögenden Familie stammend, möchte Hiron nach der Priesterweihe nicht eine kirchliche Karriere machen, sondern Gott in Demut dienen. Dazu bekommt der junge Geistliche bald Gelegenheit. Das Konsistorium schickt ihn als Kaplan ins Hochgebirge nach Klarau zu den Kleinbauern und Waldleuten. Am Heiligabend liegt im Weiler Auf der Scheiben der alte Holzmeister Hans im Sterben. Hansens bejahrte Ehefrau schickt den 20-jährigen Blasel mit einem knappen Schreiben nach Klarau hinab, um einen Geistlichen zum Versehgang zu bitten. Hirons Vorgesetzter, der gebrechliche Klarauer Pfarrer, könnte den zweistündigen Marsch aus dem Tal in die Berge keinesfalls durchstehen. Also erklärt sich Hiron bereit. Zur Christmette wird er sicher wieder unten in der Klarauer Kirche sein.
Der Kretin Blasel sieht wie ein Zwölfjähriger aus und gibt – wenn überhaupt – unverständlich Antwort. Trotzdem kenne Blasel den Weg. Als Ministrant führt Blasel mit der Kerze, die in einer Laterne brennt, und klingender Schelle Hiron tief hinein ins Gebirge. Bald wird der Weg schmaler, steiler und holpriger. Aus dem Nebel fallen Eisnadeln, später Flocken. Der Kaplan trägt das Ziborium mit der Hostie darin. Im Schneetreiben begegnen die beiden an einer Weggabelung einem Mädchen. Blasel läutet respektgebietend mit seiner Schelle. Der Führer und Ministrant schlägt sodann nicht den Weg nach links in die Scheiben ein, sondern rechts in den Karen. Es wird steiler. Weit oben versperren die Toten Öfen den Weg. Aus der Felsenkluft sieht Hiron im Schnee keinen Weg zurück. Blasel ist nicht ansprechbar und schläfrig. Der Kaplan sorgt sich um seinen Weggefährten, wärmt ihn und bewacht seinen Tiefschlaf die ganze Christnacht hindurch. Er baut aus Steinen einen Altar für das Ziborium. Dem Sterbenden, zu dem er gerufen war, kann er die Hostie nicht mehr reichen. Das Hochgebirge mit dem aufgehenden Mond um Mitternacht und der Sonnenaufgang am darauffolgenden Weihnachtsmorgen hat der Städter so noch nie erlebt. Er gerät in tiefes Staunen. So erweitert sich seine bisher nur auf das Sakrament gerichtete Frömmigkeit um die Nächstenliebe und die Bewunderung der Schöpfung.
Nachdem Hiron am Weihnachtstag von Klarauern gesucht und zusammen mit dem endlich erwachten Blasel gefunden worden ist, muss er erfahren: Hans ist gestorben. Hiron tritt an den selbstgebauten Altar und nimmt die Hostie stellvertretend für den toten Hans. Der gerettete Geistliche fällt in Ohnmacht, wird auf einer notdürftig geflochtenen Trage ins Tal gebracht und im Dorf von den Klarauern gestärkt. Auf dem Kirchplatz sagt er der Menge als „Festpredigt“ nur drei Sätze von der Größe Gottes, die er in dieser Nacht erfahren hat.
Oben auf der Scheiben ist der alte Holzmeister Hans trotzdem getröstet gestorben. Sein Jugendfreund und langjähriger Feind, der Wilderer Peter, war gekommen und hatte dem Sterbenden seine Jahre zurückliegende „Freundestat“ verziehen. Der Jäger Hans hatte Peter seinerzeit wegen einer Wilderei angezeigt.

## Ausgaben
- Empor zu Gott. In: Peter Rosegger: Das Geschichtenbuch des Wanderers. Erster Band. A. Hartleben’s Verlag, Wien 1885 (1. Aufl.).
- Empor zu Gott. In: Das Geschichtenbuch des Wanderers. 7. Auflage. Band 1. A. Hartleben’s Verlag, Wien 1898, S. 55–79 (archive.org).
- Empor zu Gott. In: Peter Rosegger: Das Buch der Novellen. Zweiter Band, L. Staackmann. Leipzig 1915, S. 387–410.